# Thyrgis columbiana
Thyrgis columbiana är en fjärilsart som beskrevs av Erich Martin Hering 1925. Thyrgis columbiana ingår i släktet Thyrgis och familjen björnspinnare. Inga underarter finns listade i Catalogue of Life.